# (5197) Rottmann
(5197) Rottmann es un asteroide perteneciente a la familia de Eos en el cinturón de asteroides, descubierto el 29 de septiembre de 1973 por Cornelis Johannes van Houten en conjunto a su esposa también astrónoma Ingrid van Houten-Groeneveld y el astrónomo Tom Gehrels desde el Observatorio del Monte Palomar, Estados Unidos.

## Designación y nombre
Designado provisionalmente como 4265 T-2. Fue nombrado Rottmann en honor al pintor alemán Friedrich Rottmann, se especializó en paisaje romántico. Viajó por orden del rey Ludwig I de Baviera a Salzburgo, Tirol, Roma y especialmente a Grecia. Su obra principal se conserva en museos de Heidelberg y Munich.

## Características orbitales
Rottmann está situado a una distancia media del Sol de 3,005 ua, pudiendo alejarse hasta 3,357 ua y acercarse hasta 2,654 ua. Su excentricidad es 0,116 y la inclinación orbital 11,11 grados. Emplea 1903,51 días en completar una órbita alrededor del Sol.
El próximo acercamiento a la órbita terrestre se producirá el 23 de marzo de 2040.

## Características físicas
La magnitud absoluta de Rottmann es 12,4. Tiene 11 km de diámetro y su albedo se estima en 0,194.